# Chalybura
Chalybura är ett släkte med fåglar i familjen kolibrier inom ordningen skärrfåglar. Släktet omfattar endast två arter som förekommer från Nicaragua till norra Venezuela och nordvästra Ecuador:
- Silkeskolibri (C. buffonii)
- Bronsstjärtad kolibri (C. urochrysia)